# Musée du sourire
El Museo de la sonrisa es un museo virtual  fundado en 1996 por Alexia Guggémos sobre el tema de la sonrisa en el arte contemporáneo. 

## Creación y misión
El museo de la Sonrisa es uno de los primeros museos virtuales al mundo.
Ha sido fundado por Alexia Guggémos en 1996, gracias al encuentro en un autobús de una joven mujer que no había visitado nunca el museo del Louvre.
El museo fue inaugurado en la Web Bar en París el 1.º de julio de 1998. Al origen el sede central de este museo se encontraba en París, a la 91 rue de Seine. Se encuentra hoy en la 34 rue des Dames en París. 
Este museo se dedicó a la expresión facial de la sonrisa como tema principal e hilo conductor de las exposiciones. El concepto de este museo se basa en la accesibilidad por  internet a un contenido artístico contemporáneo en relación con la sonrisa. Alexia Guggémos, propietaria y conservadora del museo, ha escogido el tema de la sonrisa porque es fácilmente comprensible y universal.
Las páginas de este museo virtual retoman las actualidades de la sonrisa y de los estudios de sociología y de psicología. Encuentra igualmente un texto explicativo recogiendo los más guapas sonrisas de la historia del arte.

## Alexia Guggémos
La conservación del Museo de la sonrisa está asegurado por su fundadora Alexia Guggémos. 
Alexia Guggémos es periodista, crítico de arte y especialista en sociología del digital. Ha fundado Smiling People un observatorio de la web social y alimenta el blog Delirio del arte sobre 20minutos. Su objetivo es de difundir creaciones contemporáneas elegidas.
Es la autora de varias libros como L'histoire de l'art pour les nullissimes (en español: Historia del arte para nulisimos) publicado a las ediciones IDG Books / Hungry Minds en la colección Pour les nuls y Le guide de survie digital. Les réseaux sociaux à l’usage des créateurs (en español: El guía de supervivencia digital. Los redes sociales al uso de creadores) a las ediciones In Fine-Editions d'art en 2019.

## Colección
El museo expone de manera permanente y temporal de las obras contemporáneas que ponen al honor la sonrisa. 
Entre los artistas expuestos en este museo se puede citar François Fontaine, No Big Deal, Alain Secaste, Christian Boltanski, Orlan, Pierrick Sorin, Made in Éric, Bartoloméo, y Barry Flanagan.
La obra emblemática de este museo es una representación del Dalai Lama realizada con Rubik's Cubes por la artista Invader especialista del street arte.

## Acontecimientos
El museo de la sonrisa pone en marcha por primera vez en Francia en 2002 las jornadas nacionales de la sonrisa que se inspira de un acontecimiento ya existente a Quebec. Durante la primera edición, cortometrajes fueron presentados a París cuyos específicamente la película Sourire de toutes ses dents (en español: Sonrisa de todos sus dientes) de Roman Polanski.
El museo de la sonrisa participio desde 2014 a la Museum Week. Para la edición 2018, el museo colabora con el EP7, un centro cultural dedicado al numérico que acoge paralelamente un restaurante, un bar y un espacio polivalente. Cada día durante este semana, una obra de la colección está fijada sobre las 12 pantallas que cubren la fachada de 133 m² de la EP7. La programación de esta Museum Week fue realizada por Catherine Ikam y Aleksandra Smilek, dos artistas.
El museo de la sonrisa organiza desde su creación numerosos concursos de fotografía amateur le hace honor a la sonrisa.